# Cryphoeca pirini
Cryphoeca pirini är en spindelart som först beskrevs av Pencho Drensky 1921.  Cryphoeca pirini ingår i släktet Cryphoeca och familjen panflöjtsspindlar. Inga underarter finns listade i Catalogue of Life.